# George Poindexter
George Poindexter (ur. w 1779 w hrabstwie Louisa, zm. 5 września 1853 w Jackson) – amerykański polityk.

## Życiorys
Urodził się w 1779 roku na terenie hrabstwa Louisa. Studiował nauki prawne, został przyjęty do palestry i otworzył prywatną praktykę w Natchez. Wkrótce potem został prokuratorem generalnym terytorium Missisipi, a w 1807 roku został wybrany do Izby Reprezentantów, z ramienia Partii Demokratyczno-Republikańskiej. W międzyczasie wziął udział w wojnie z Wielką Brytanią. W izbie niższej zasiadał do 1813, a następnie przez cztery lata pełnił funkcję sędziego okręgowego. Do Izby Reprezentantów został ponownie wybrany w 1817 roku, gdzie zasiadał przez dwa lata. Po bezskutecznej próbie uzyskania reelekcji, został wybrany gubernatorem Missisipi, na dwuletnią kadencję. W 1830 roku wygrał wybory uzupełniające do Senatu, mające obsadzić wakat po śmierci Roberta Adamsa. W izbie wyższej zasiadał przez pięć lat, pełniąc w 1834 roku funkcję przewodniczącego pro tempore. Po zakończeniu kadencji przeniósł się do Lexington, gdzie ponownie zajął się praktykowaniem prawa. Po pewnym czasie osiadł w Jackson, gdzie zmarł 5 września 1853 roku.
Był dwukrotnie żonaty: z Lydią Carter i Agathą Chinn; miał dwoje dzieci.